# مصنع الخزف الإمبراطوري
مصنع الخزف الإمبراطوري (بالروسية: Императорский Фарфоровый Завод، ايمبيراتورسكي فارفوروفي زافود)، هو المصنع المسؤول عن إنتاج الخزف ومنتجات السيراميك في مدينة سانت بطرسبرغ.
كثير من الناس يعرفونه بالاسم السابق، مصنع خزف لومونوسوف.

## سنوات الامبراطورية
تأسس في عام 1744، تم إنشاء مصنع البورسلين بأمر من الامبراطورة اليزابيث «لخدمة التجارة الوطنية والفن الأصلي». ينتج المصنع التركيبات حصرا لعائلة رومانوف الحاكمة الروسية وحاشية الإمبراطور.
محاولات للكشف عن سر صنع الخزف كانت قد اتخذت في روسيا منذ العام 1718 بزيارة بطرس الأكبر إلى ولاية سكسونيا، حيث رأى اختراع سكسوني في حاشية مدينة درسدن. ديمتري فينوغرادوف المهندس الموهوب الذي درس صناعة المعادن في فرايبرغ قد اخترع صيغة من الخزف الروسي. في عام 1744 الامبراطورة اليزابيث ابنة بطرس الأكبر، أنشأت أول مصنع الخزف في روسيا.

### فترة فينوجرادوف 1744-1762
خزف فينوجرادوف كان من نوعية مشابهة للبورسلين السكسوني في حين أن الصيغة التي تتألف من المكونات الروسية تذكر فقط في الخزف الصيني. في بداية فترة فينوجرادوف العناصر الزخرفية كانت أحادية اللون ومبسطة بينما في نهاية هذه الفترة، تم الانتهاء من المنمنمات على الخزف. الطلاء بالذهب للبورسلين أعد من النقود الذهبية في خزينة الامبراطورية.

### 1762-1801 بورسلين كاترين وعهد خزف بول.العصر الكلاسيكي
العصر الذهبي لكاترين -في عهد كاترين الثانية- كان عصر ازدهار للبورسلين الروسي. في 1765 تم تغيير اسم المصنع لمصنع الخزف الإمبراطوري.
في بداية عهد كاترين في عهد اضطرت لإنتاج الخزف الفاخر لتحقيق الربح. كانت حاجة الحاشية الامبراطورية للبورسلين كبيرة ودائمة على أوامر من الحاشية سمحت الحفاظ على أعلى مستويات الجودة من الخزف الباهظ الثمن.
استمر حكم بول من 1796 حتي 1801. فن الخزف الروسي لا تزال يتطور في نمط من الكلاسيكية مع تاثير متزايد من الخزف الهيليني والروماني.

### البورسلين في القرن 19.1801-1825.الخزف من عهد الاسكندر الأكبر.إعادة هيكلة الإدارة. الكلاسيكية العليا، ونمط الإمبراطورية
دعي سادة مصنع برلين للخزف والفنانون خزف سيفر، وأعيد تشكيل غرفة الفرن.
في 1806 تم اعتماد قانون مانع وضع حظر على الاستيراد من الخزف إلى روسيا، وبعد اعتماد هذا التنوع من بين مجموعة متنوعة من المصانع الروسية الخزف الخاص قد ارتفع. خط إنتاج الخزف القسم الملكي وقسم عادي ذي أسعار منخفضة للمستهلكين لطبقة النبلاء الروس.

### 1825-1894.الفترة التاريخية.عهد من نيقولا الأول (1825 - 1855)، الكسندر الثاني (1855 - 1881)، الكسندر الثالث (1881 - 1894)
منذ عهد نيقولا الأول (1825 إلى 1855) تم استخدام الكاولين المستورد من ليموج. صنعت لويحات البورسلين والخزف ومواد كبيرة عالية الجودة. تم اختراع طريقة خاصة لطلاء الخزف مع المذهب الدائم الذي بقي لامعا ولينا ومتألقا، على الرغم من أنها ضاعت بعد ذلك.
شارك نيقولا الأول في إدارة المصنع. مشاريع البنود الخزف سلمت له. مصنع خاص بالمتحف تأسس في عام 1844. في وقت لاحق تم تشكيل مكتبة من الكتب النادرة في الفن واللوحات والنقوش.
في بداية عهد القيصر الكسندر الثاني (1855 - 1881) كان المصنع يعمل فقط على المواد الخام المستوردة. وقبل عام على إلغاء القنانة كان لعمال المصنع الحرية لكن العديد منهم واصلوا العمل فيه.
انخفض عدد طلبات الحاشية الامبراطورية. أنتج الخزف أساسا على عينات قديمة. من بداية سبعينيات القرن 18 توقف نسخ اللوحات شهيرة على الخزف، والمناظر الطبيعية قد رسمت نادرا. الزخرفة الزينة سائدة. بدأ المصنع في استخدام طلاء الزجاج الملون، وتزيين الخزف مع عقل سور أنماط عقل.
فكرة الإغلاق غير مجدية وغير مربحة والمشاريع ظهرت في عام 1881. في وقت لاحق الفكرة حولت المصنع إلى إدارة الأكاديمية الامبراطورية للفنون ولكن الكسندر الثالث الذي بدأ حكمه للتو من ثم قاد لخلق أفضل الظروف الممكنة من الفنون التكنولوجية من وجهة نظره بحيث يمكنه أن يحمل اسم الامبراطورية ويكون معيارا لجميع اصحاب مصانع الخزف الخاصة.
في عام 1889 اخترع الصقل الجديد صيغة سان دي بوف. منذ عام 1892 كانت مزججة الديكور تتقن التكنولوجيا مع مساعدة من خبراء دنماركيين. الإمبراطور الروسي، متزوج من الأميرة الدنماركية والفوائد المدفوعة على اللوحة مزججة.

### 1894-1917.الفن الروسي الحديث.عهد نقولا الثاني
بحلول بداية القرن 20 أصبح المصنع واحدا من مصانع الخزف الرائدة في أوروبا. واشتهرت بنوعية الخزف التي لا يمكن الاعتراض عليها، وكان ينتج من عجينة مصنوعة من مكونات عالية الجودة على ما يصل إلى أحدث المعدات. هذه العجينة تبقى في أقبية لمدة 10 سنوات قبل أن تستخدم في الإنتاج.
على نمط الفن الحديث كان لها تأثير على الأشكال في الخزف. زين الخزف الغريب الأطوار مع أشكال منحنية بنباتات محورة، حوريات البحر وغيرها من الصفات للفن الحديث. وكقاعدة عامة، وقد غطت المزهريات من الديكور بمزججة. كل إناء قد كان شكلا فريدا. الزخرفة المزجج جعل من الممكن للفنانين رسم المناظر الطبيعية وتغير مواسم الشتاء.
بدأ إنتاج الخزف التقني والكيميائي بسبب وقف الاستيراد من الخزف من ألمانيا بعد الحرب العالمية الأولى. إنتاج البورسلين الفاخر انخفض إلى أدنى مستوى. جميع بورسلين الفاخر، أنتجت وبيعت في مزادات خيرية لصالح مستشفى رويال. إلا بيض عيد الفصح كانت تنتج بكميات كبيرة لاحتفالات عيد الفصح للجنود. بعد أن قامت ثورة أكتوبر 1917 بتأميم المصنع، أعيدت تسميته مصنع خزف الدولة (GFZ).

## بعد الثورة
مع إلغاء الملكية الروسية في عام 1917، تم تغيير الاسم من مصنع الخزف الإمبراطوري إلى مصنع خزف الدولة (GFZ -- كوسودارستفيني فارفوروفي زافود) من قبل النظام البلشفي. خلال السنوات الأولى للاتحاد السوفياتي، أنتجت GFZ ما يسمى بالتركيبات الدعاية، والتي تتراوح بين لوحات وتماثيل صغيرة من الصفوة في الاتحاد السوفيتي.
في عام 1925، بمناسبة اليوبيل 200التابع لأكاديمية العلوم الروسية، أطلق عليه اسم مؤسس الأكاديمية، ميخائيل لومونوسوف. أصبح من المعروف باسم مصنع بورسلين لومونوسوف لينينغراد ا (LFZ -- لينينغرادسكي فارفوروفي زافود ايميني لومونوسوفا).  ينتج مصنع لومونوسوف الحديث سلسلة من الأواني، بما في ذلك التماثيل الحيوانية للتحصيل ومجموعات العشاء.
النمط الصافي بالكوبالت، ظهر للمرة الأولى في عام 1949، استنادا إلى مجموعة اعتماد كاترين العظمى. النمط المصبوغ باليد هو مزيج من الخطوط المتقاطعة للأزرق الكوبالت مقلوبة مع قطرات من الكوبالت (زرقاء مصنوعة من القشور المعدنية) و 22 قيراط الذهب.

## بعد الحقبة السوفياتية
LFZ أصبح في القطاع الخاص في عام 1993 باسم «مصنع خزف لومونوسوف». في ذلك الوقت، بدأت الصادرات الواسعة للبلدان الغير مألوف مع تركيبات لومونوسوف، وخاصة الولايات المتحدة واليابان. في عام 1999، تم تشكيل شركة استثمار أمريكية لشراء حصة غالبة في LFZ. هذا أدى إلى معركة قانونية طويلة في روسيا، وتصدرت عناوين الصحف في المجلات التجارية الدولية، وأدى في نهاية المطاف إلى انتصار قانوني للمستثمرين الأمريكيين. وفقا لبعض، الهدف الأساسي لشركة الاستثمار الأميركية في هذا المشروع هو الحصول على المصنع والذي لا تقدر تحفه بثمن. متحف الأرميتاج تولى التحف، وفقدت الشركة أمريكية فقدت الاهتمام بالمصنع، مع مرور الملكية في نهاية المطاف إلى شركة النفط الروسية، نيكويل.

## العودة إلى الاسم القديم
في 29 أيار 2005، حملة الأسهم في مصنع لومونوسوف للخزف وافقوا على قرار العودة إلى الاسم القديم قبل الاتحاد السوفياتي، مصنع الخزف الإمبراطوري.
بدأ المصنع مؤخرا الإنتاج اليدوية ونسخ مجموعة الخزف الإمبراطوري المعروضة في متحف الإرميتاج الحكومي. هذا النطاق يشمل مجموعات العشاء، لوحات التحصيل، والمزهريات و التماثيل نسخة محفوظة 11 أغسطس 2011 على موقع واي باك مشين. من السلسلة الشهيرة الروسية والخزف وغيرها من المواد من مجموعة متنوعة من الخزف الذي أدلى به هنا منذ تأسيس المصنع في عام 1744.

## طوابع بعد انهيار الاتحاد السوفيتي
بعد انهيار الاتحاد السوفيتي أول طابع تصدير كان أحمر LFZ، مع عبارة «صنع في روسيا» ختم بالأحمر. بعد عام 2002، ظهر طابع تصدير جديد الذي تضمن LFZ بالأزرق جنبا إلى جنب مع عبارة «مزخرف باليد، 1744، سانت بطرسبرغ في روسيا.» وبعد عام 2005 الختم هو «إمبريال بورسلين، 1744، سانت بطرسبورغ»، جنبا إلى جنب مع النسر الامبراطوري ذي الرأسين.
لمزيد من المعلومات حول طوابع IFZ، زيارة:
طوابع مصنع خزف الإمبراطورية الروسية (لومونوسوف).
الطوابع الروسية. نسخة محفوظة 11 مايو 2010 على موقع واي باك مشين.

## وصلات خارجية
الموقع المسؤول عو البورسلين الامبراطوري:مصنع الخزف الإمبراطوري (باللغة الإنجليزية)
ممثلو مصنع IFZ في أمريكا الشمالية:

ايكاترينا الامبراطوري الخزف والشاي

واردات بيرتا هيدستورم